# 그리그산

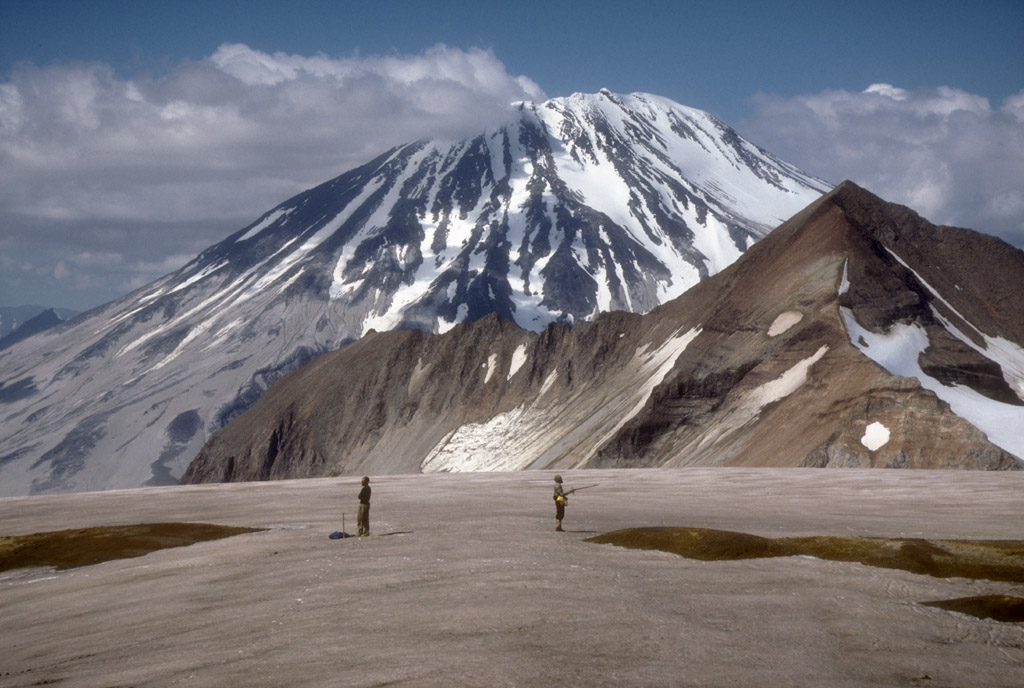

그리그산(영어: Mount Griggs)은 미국 알래스카의 알류산산맥에 속해있는 성층화산이다. 지도상으로는 노바룹타 산의 오른쪽, 카트마이 산의 북쪽에 위치해 있다. 산 정상은 빙하로 덮여 있다.